# Antonio de Padua
Antonio de Padua (Lisboa, 15 de agosto de 1195-Padua, 13 de junio de 1231), también conocido como san Antonio de Padua o san Antonio de Lisboa, fue un sacerdote de la Orden Franciscana, predicador y teólogo portugués, venerado como santo y doctor de la Iglesia por el catolicismo.
Su capacidad de prédica era proverbial, al punto de ser llamado «Arca del Testamento» por Gregorio IX. Las citas bíblicas en los Sermones dominicales y Sermones festivi —ambas obras de su autoría acreditada— superaron el número de seis mil, lo que supone un nivel de conocimiento escolástico que justifica el título específico que se le adjudicó, doctor evangélico. Sus predicaciones —en particular la de la Cuaresma de 1231— alcanzaron un éxito notable. Sus palabras y obras ante la multitud de personas que acudían a escucharlo fue recogida con el lenguaje propio de la época en Assidua, la primera biografía de Antonio de Padua, escrita por un autor anónimo contemporáneo suyo:

Reconducía a la paz fraterna a los desavenidos, [...] hacía restituir lo sustraído con la usura y la violencia [...]. Liberaba a las prostitutas de su torpe mercado, y disuadía a ladrones famosos por sus fechorías de meter las manos en las cosas ajenas [...]. No puedo pasar por alto cómo él inducía a confesar los pecados a una multitud tan grande de hombres y mujeres, que no bastaban para oírles ni los religiosos, ni otros sacerdotes, que en no pequeña cantidad lo acompañaban.
Assidua 13, 11-13

Antonio de Padua fue el segundo santo más rápidamente canonizado por la Iglesia, tras san Pedro Mártir de Verona. Es uno de los santos católicos más populares y su culto se encuentra extendido universalmente. Su festividad se celebra el 13 de junio.

## Biografía

### Nacimiento

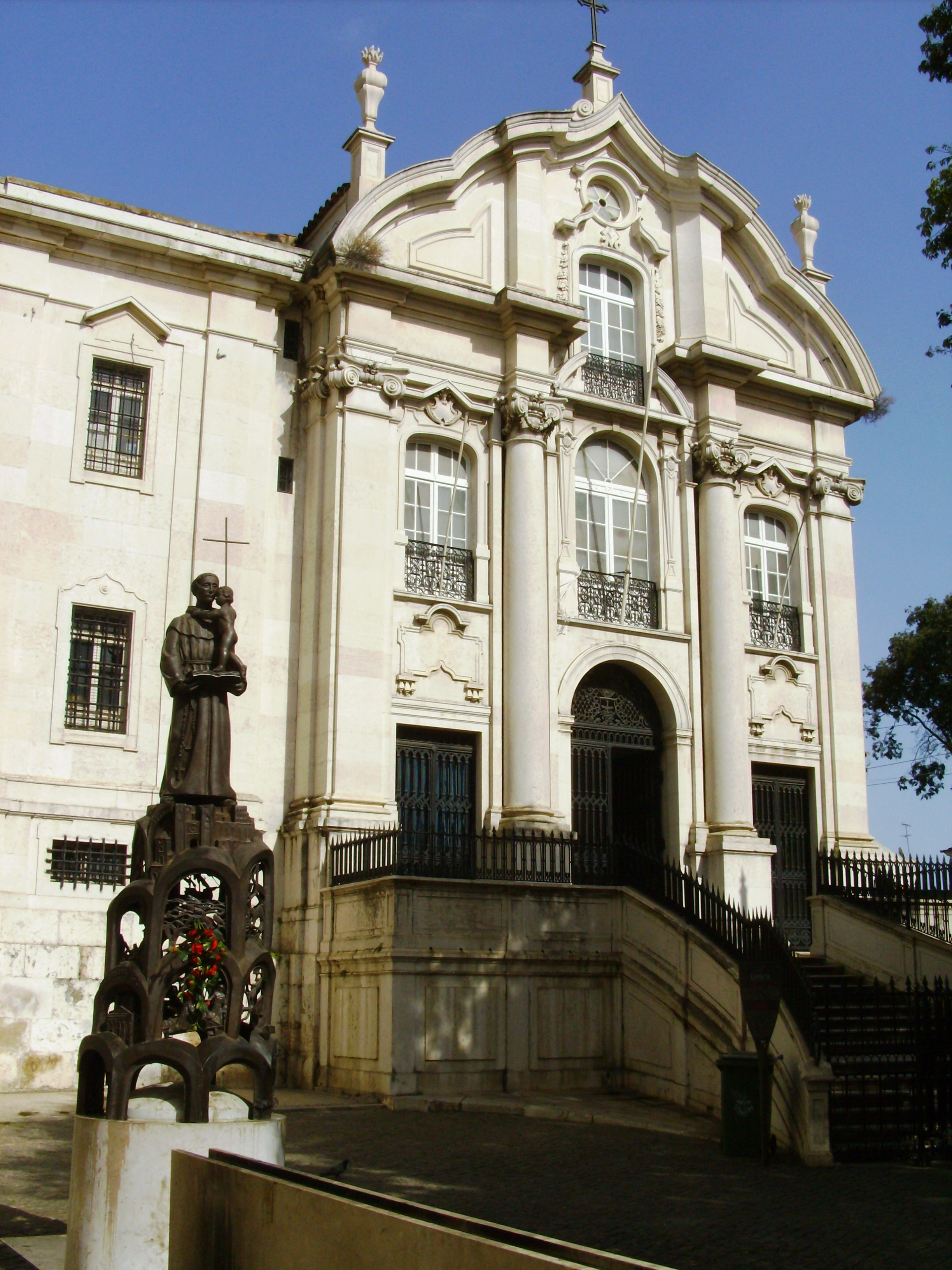
Iglesia de San Antonio en Lisboa, construida sobre la casa natal del santo portugués.

Antonio nació en Lisboa, Portugal, de allí que el Martirologio romano lo llama «Lusitanus». La casa donde se estima nació el santo, en el barrio medieval de la Alfama, fue destruida completamente en el terremoto que arrasó Lisboa el 1 de noviembre de 1755 y sólo se conserva un pequeño sótano. Su nombre secular era Fernando Martim de Bulhões e Taveira Azevedo, nombre que cambió por el de Antonio en 1220 cuando entró en la Orden de los Frailes Menores. La fecha de nacimiento no es precisa, y se estima entre 1191 y 1195, en el seno de una familia de buena posición en la sociedad lisboeta.

### Educación y entrada en la vida religiosa
Se educó en la escuela catedralicia local. Contrariando los deseos de su familia, Antonio ingresó en la abadía agustina suburbana de San Vicente en las afueras de Lisboa, perteneciente a los canónigos regulares de san Agustín. Los monjes de la orden de San Agustín, de la cual él era miembro, eran famosos por su dedicación a los estudios. Antonio estudió las Sagradas Escrituras y la teología de algunos doctores de la Iglesia católica como Jerónimo de Estridón, Agustín de Hipona, Gregorio Magno y Bernardo de Claraval. También estudió los clásicos latinos, como Ovidio y Séneca. Luego de dos años, y tras obtener el permiso de sus superiores religiosos, se trasladó en 1210 al monasterio agustiniano de Santa Cruz en Coímbra, para continuar sus estudios. Se trataba de un reconocido centro de cultura eclesiástica, donde tuvo oportunidad de profundizar la disciplina religiosa, su conocimiento de la Biblia y el ejercicio de la Lectio divina.
A principios de 1220, tres sacerdotes (Berardo, Pedro y Otón) y dos hermanos legos (Acursio y Ayuto), todos ellos de la orden franciscana, fueron asesinados en Marruecos. Conducidas sus reliquias a Coímbra, el evento produjo un cambio decisivo en la vida de Antonio, quien en el verano de 1220 se mudó de orden y se hizo franciscano. En ese momento adoptó el nombre de Antonio en honor de san Antonio Abad a quien estaba dedicada la ermita franciscana en la que él residía. Antonio partió para Marruecos pero enfermó gravemente durante el invierno de 1220, lo que lo hizo retornar. En el trayecto una tempestad violenta desvió su barco a Sicilia, y allí tuvo noticias del Capítulo general convocado en Asís.

### Encuentro con Francisco de Asís

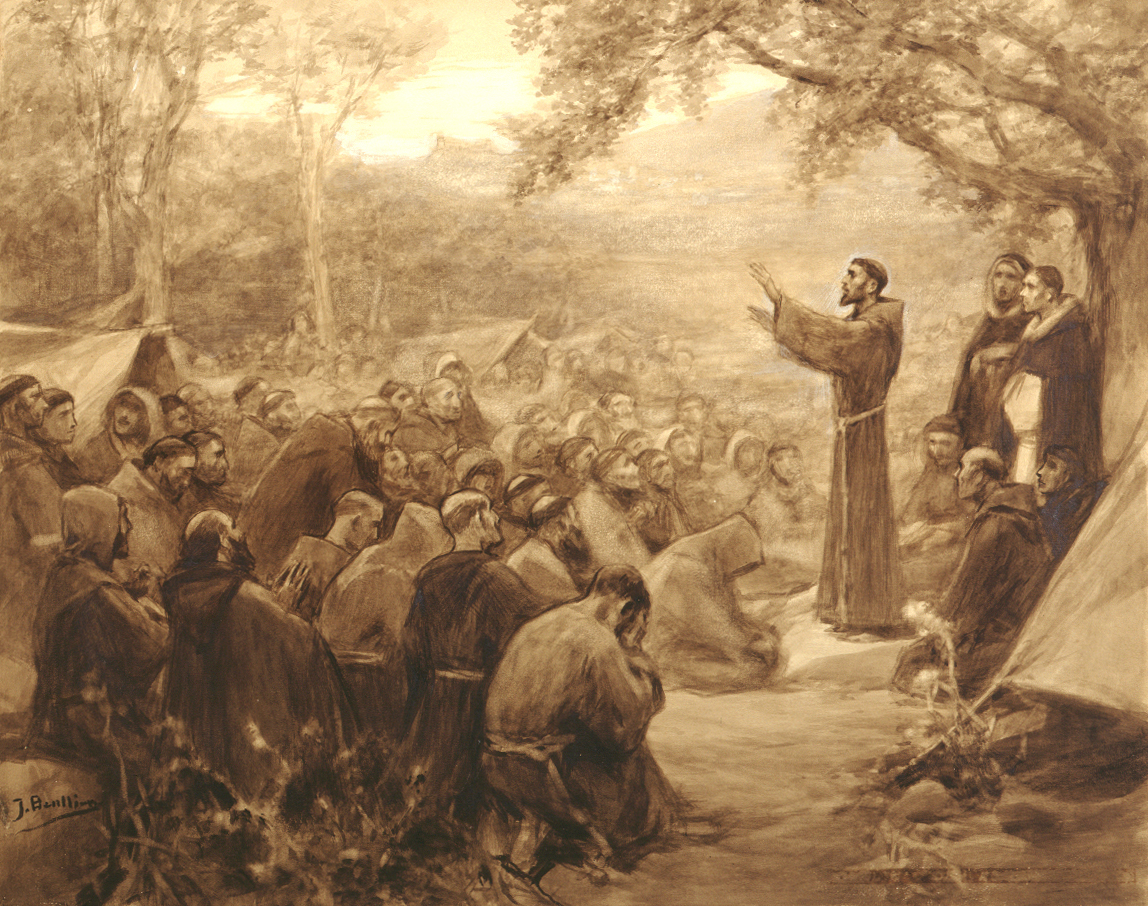
Capítulo de las esteras, obra del pintor español José Benlliure.

En la fiesta de Pentecostés de 1221 Antonio participó junto con unos 3000 frailes del Capítulo general de Asís, el más multitudinario de los llamados Capítulos de las esteras, nombre que recibió en razón de que muchos de los frailes ahí reunidos tuvieron que dormir en esteras. Allí vio y escuchó en persona a san Francisco. Una vez concluida la reunión, Antonio solicitó a fray Graziano, provincial de Romaña, que lo tomara consigo para que le impartiese los primeros rudimentos de la fe espiritual (Assidua 7, 2-3).
Fray Graziano lo envió a una pequeña ermita en las montañas del pueblo de Montepaolo para que sirviera como sacerdote. La convicción, cultura y talento de Antonio como predicador se mostraron por primera vez en Forlì en 1222. Pronto se divulgó la noticia de la calidad de sus sermones, y Antonio recibió una carta del propio san Francisco con el encargo de predicar y de enseñar Teología a los frailes. Luego, fue comisionado por el mismo Francisco para luchar contra la propagación de la herejía cátara en Francia. Se trasladó más tarde a Bolonia y a Padua, por lo que su tarea como predicador lo transformó en un viajero asiduo por el sur de Francia y todo el norte de Italia, pronunciándose contra las herejías.

### «Arca del Testamento» y últimas predicaciones

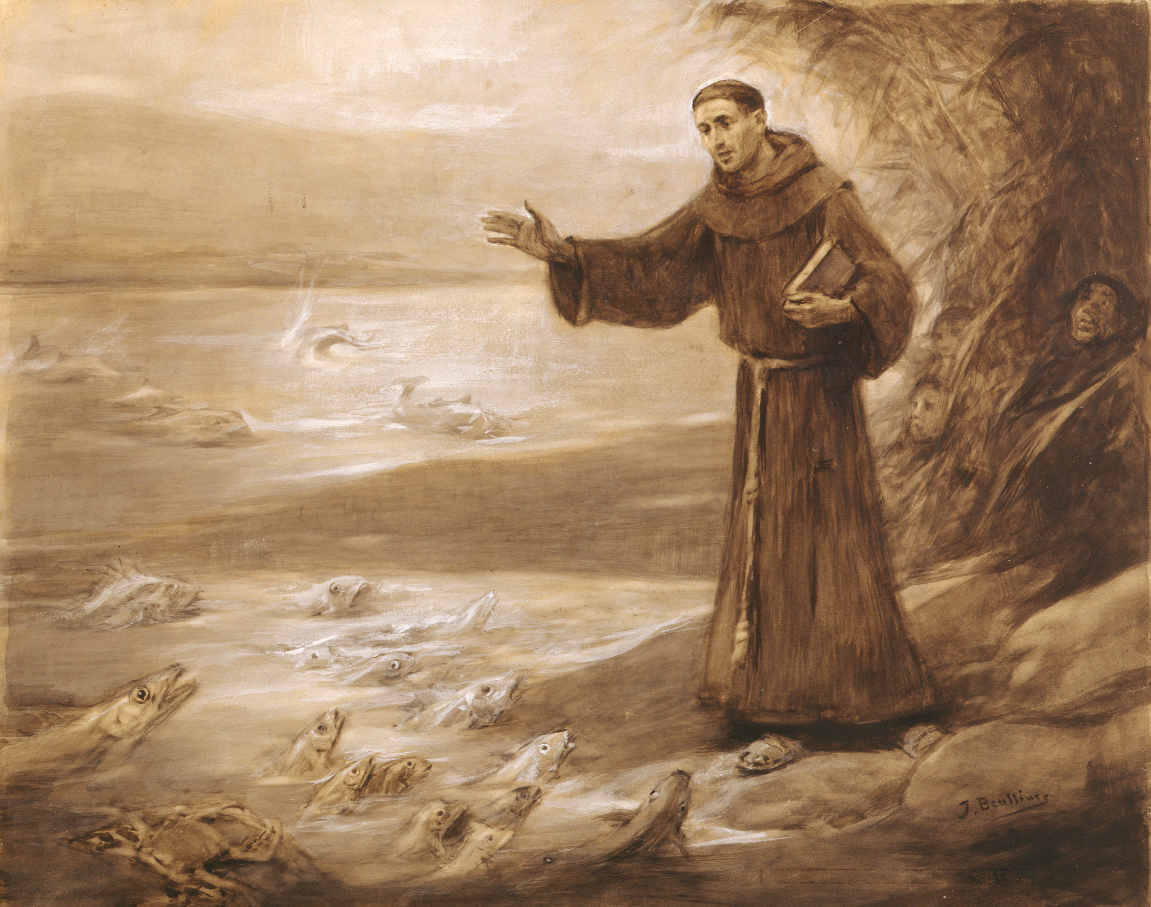
San Antonio de Padua predicando a los peces, obra de José Benlliure.

En la curia papal, Antonio suscitó en los cardenales y en el papa Gregorio IX tal admiración por su predicación que el pontífice «llegó a llamarlo, con epíteto muy propio, "Arca del Testamento"» (Assidua 10, 2). Sus mensajes desafiaban los vicios sociales de su tiempo, en forma especial la avaricia y la práctica de la usura. En la Assidua se señala este período —en particular la predicación cuaresmal de 1231— como uno de los más notables de su vida. Esas últimas predicaciones tuvieron un éxito popular destacado. Aquejado por continuas enfermedades, perseveraba en la enseñanza y en la escucha de confesiones hasta la puesta del sol, a menudo en ayunas. La multitud de gente que acudía desde las ciudades y pueblos a escuchar las predicaciones diarias le obligó a abandonar las iglesias como recintos de prédica para hacerlo al aire libre.
Antonio enfermó de hidropesía y, después de la Pascua de 1231, se retiró a la localidad de Camposampiero, con otros dos frailes para descansar y orar. Allí, Antonio vivió en una celda construida por él mismo bajo las ramas de un nogal. Poco después, decidió retornar a Padua. Ya en las proximidades, se detuvo en el convento de las clarisas pobres en Arcella, donde murió prematuramente el 13 de junio de 1231, a la edad aproximada de 35 o 36 años.

## Milagros

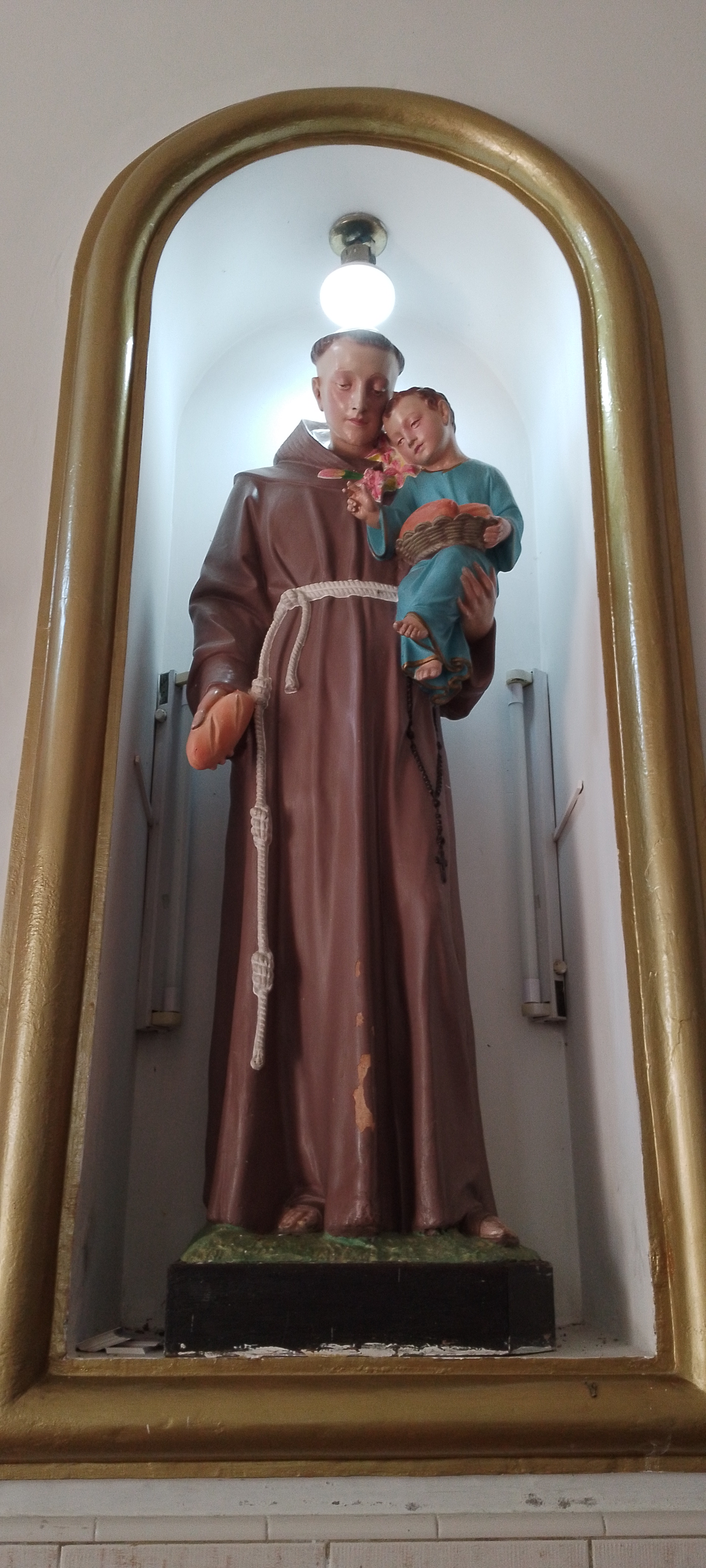
San Antonio de Padua con el Niño Jesús en su brazo y un pan en su mano. Capilla del Hospital San Juan de Dios (Santa Cruz, Bolivia).

El más grande taumaturgo de todos los tiempos tiene el crédito por interceder en muchas ocasiones a lo largo de su vida mortal, e igualmente en su vida santa. La frecuencia de sus milagros no se ha visto disminuida en ninguna ocasión. Estos son algunos de sus muchos milagros y, probablemente los más conocidos:

### La visita del Niño Jesús
El Niño Jesús le hizo una visita cuando aún era fraile, y se encontraba rezando en su habitación solo. Por ello, las imágenes de san Antonio de Padua lo retratan con el Niño Jesús en brazos.

### La mula se arrodilló ante la Eucaristía
San Antonio de Padua, en una discusión con un hereje, fue desafiado a demostrar la presencia de Jesús en la Eucaristía. Para ello, pusieron a una mula por ayuno, para que cuando fueran a liberarla, esta escogiera entre el alimento y la adoración a Jesús. Llegado el momento, el animal dejó de lado el heno para inclinarse ante la presencia de Dios, lo cual dejó impresionada a la multitud.

### Techo contra la tormenta
La popularidad de sus predicaciones llamaba a grandes cantidades de seguidores, por ello, en una ocasión, la iglesia donde se encontraban no era lugar suficiente para todos, por lo que decidieron llevarla a cabo al aire libre. De pronto, el cielo amenazó con una terrible tormenta que comenzó a ahuyentar a los feligreses, pero el santo los llamó y les prometió que no se mojarían, y así, efectivamente, la tormenta cayó alrededor de ellos, permaneciendo secos todos los presentes.

## Canonización

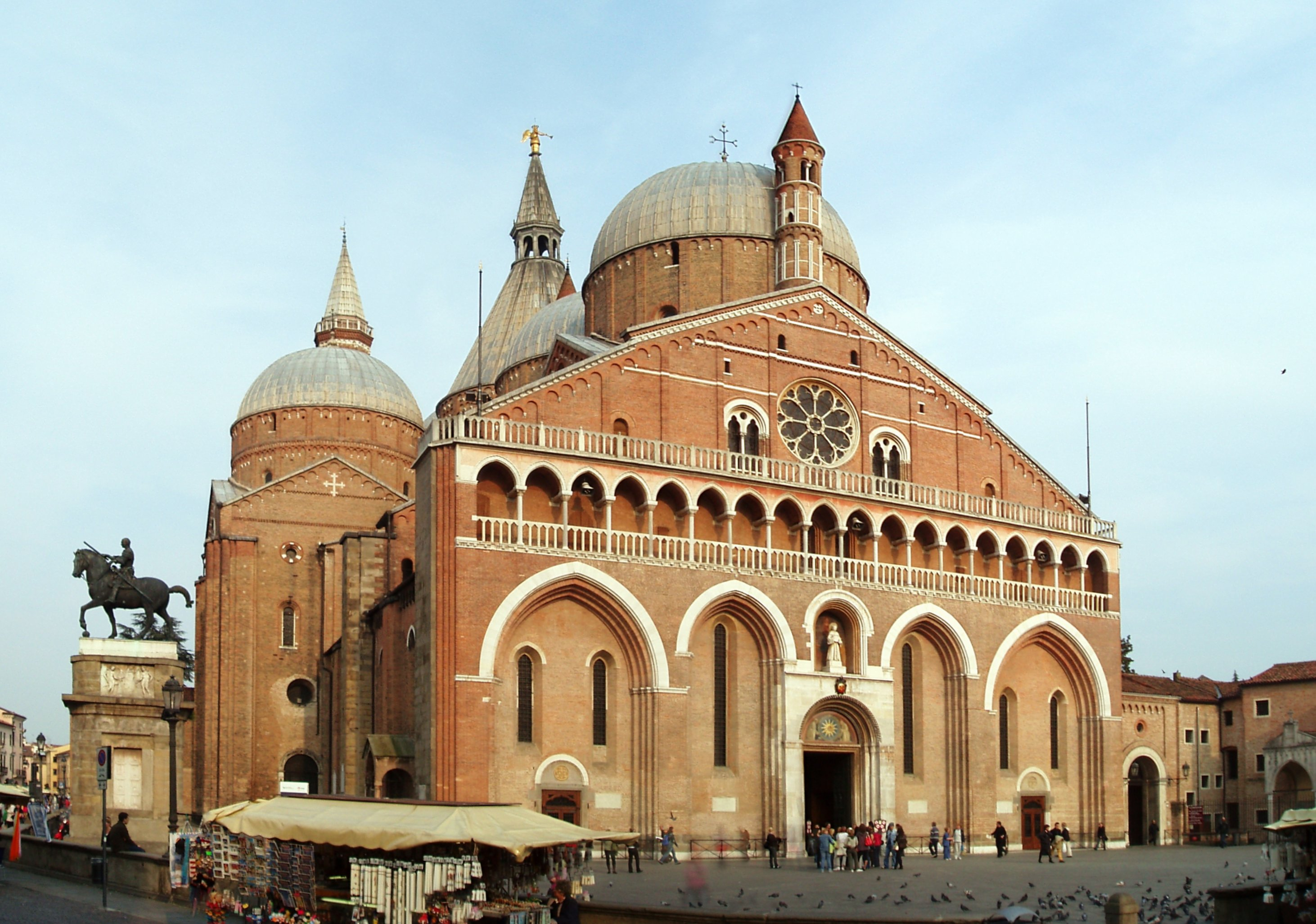
La Basílica de San Antonio de Padua, que alberga el sepulcro con sus restos mortales.

La celebración de las multitudinarias exequias y la multiplicidad de milagros que se le atribuyeron promovieron su rapidísima canonización, bajo el pontificado de Gregorio IX. De hecho, es el segundo santo más rápidamente canonizado por la Iglesia católica: 352 días después de su fallecimiento, el 30 de mayo de 1232.
En 1263, la ciudad de Padua le dedicó una basílica que conserva sus restos mortales. Treinta años después de su muerte, el sarcófago donde se encontraba su cadáver fue abierto. Todo su cuerpo estaba ya corrupto con excepción de su lengua, lo que provocó una nueva oleada de devoción y la admiración que incluyó a personalidades como Buenaventura de Fidanza.
El 16 de enero de 1946, el papa Pío XII proclamó a san Antonio «Doctor de la Iglesia», bajo el título especial de «Doctor evangélico».
Se atribuyen a san Antonio numerosos episodios de carácter místico, entre ellos la bilocación, ser entendido y comprendido por los peces cuando las personas despreciaron sus predicaciones, o de llevar en sus brazos al niño Jesús durante una noche. De allí surgieron numerosas representaciones iconográficas alusivas.

## Patronazgo

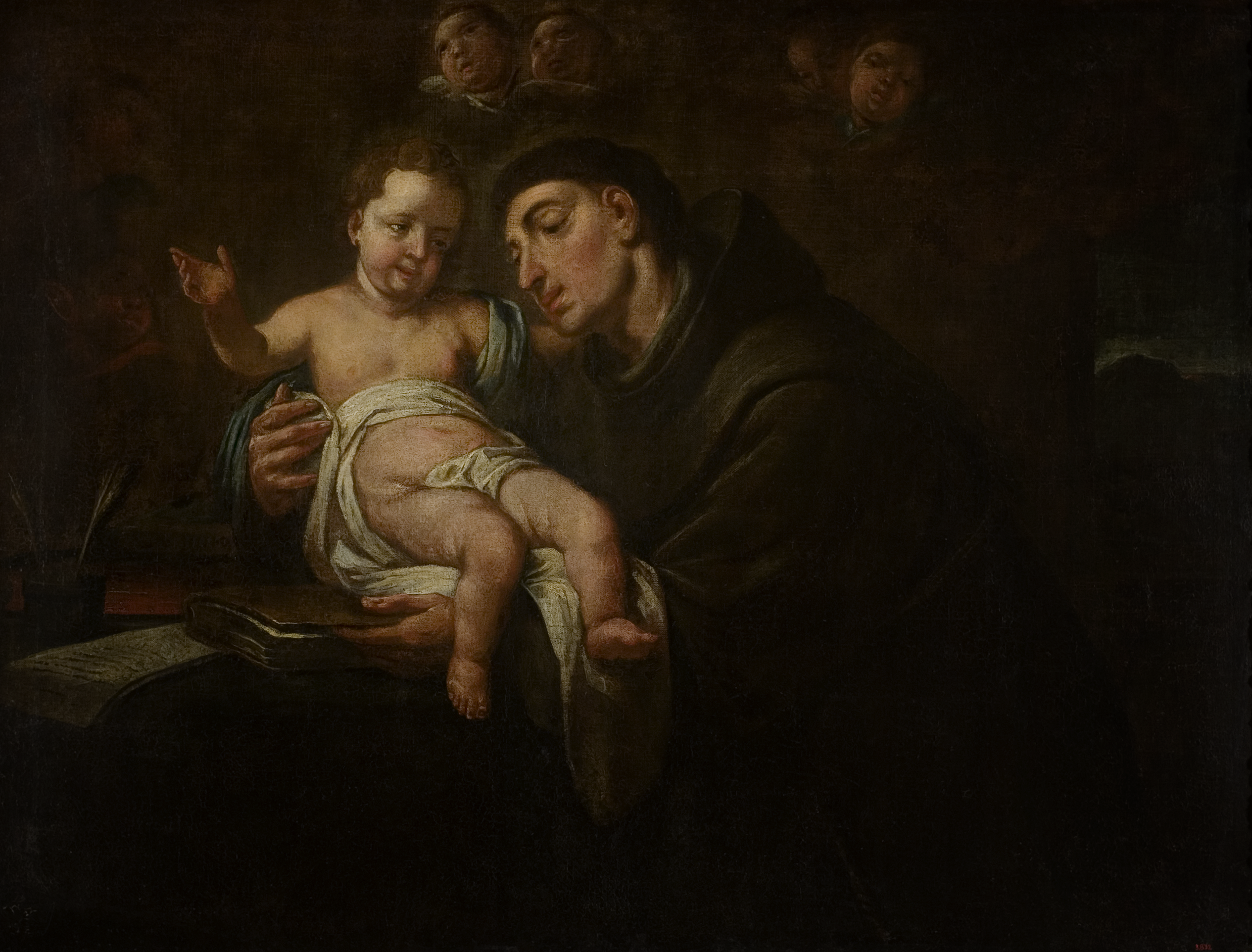
Visión de San Antonio de Padua. A. Viladomat, 1720.

Existe de él un número importante de toponimias. Antonio de Padua es el patrón de Lisboa (Portugal) y de Padua (Italia), donde permanecen sus restos.

## Tradiciones asociadas

Estatua de san Vicente en Lisboa, patrono del convento donde vivió san Antonio.

En Portugal, España, Brasil, Perú,Chile Parroquia San Antonio de Padua,(Iglesia San Francisco) en Iquique, interior de Argentina y otras partes de Hispanoamérica es reconocido como el santo de los matrimonios, los que buscan pareja y los novios.
El día de su fiesta (el 13 de junio) las muchachas solteras tienen la costumbre de comprar una pequeña imagen del santo y pedirle su intercesión para conseguir novio; cuando esto no ocurría se colocaba al revés la imagen como castigo hasta que por fin se encontrara un buen partido. Esta curiosa tradición ha sido retratada muchas veces en la cultura popular portuguesa e hispanoamericana, aunque la Iglesia católica la considera «superstición».
También existe la creencia de que por medio de la intercesión del santo, este ayuda a quien lo solicita a encontrar algo que se ha perdido, ya sea material o inmaterial.

## En el cine

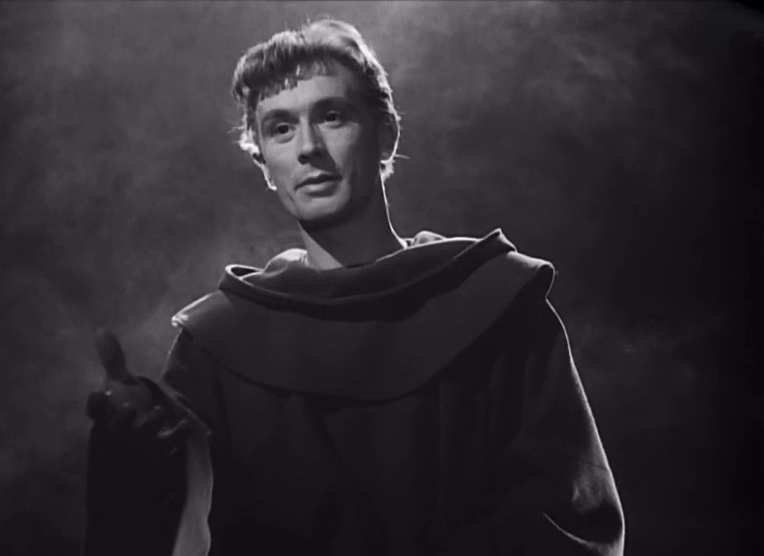
A. Fiorelli en un fotograma de la película de 1949

- 1931. Antonio di Padova, il santo dei miracoli película muda italiana dirigida por Giulio Antamoro.
- 1949. Antonio di Padova, dirigida por Pietro Francisci, con Aldo Fiorelli representando al santo.
- 2002. Sant'Antonio di Padova o Saint Anthony: The Miracle Worker of Padua es un telefilme sobre la vida del santo.[4]
- 2006. Antonio guerriero di Dio o Anthony, Warrior of God, película dirigida por Antonello Belluco.[5]
- 2016. João Pedro Rodrigues dirigió The Ornithologist, una alegoría moderna sobre la vida del santo.